# Paolo Palmeri
Paolo Palmeri (...) è un antropologo italiano.

## Biografia
È professore ordinario di Antropologia culturale all'Università di Roma La Sapienza. I suoi lavori di ricerca e di analisi hanno contribuito a divulgare in Italia i lavori dell'antropologia economica francese. Ha svolto ricerche sul terreno  in Africa sviluppando i temi del cambiamento sociale e del processo di modernizzazione. Tra le sue ricerche, si possono citare quelle sugli Zarma/Songhay in Niger, sui Diola della Bassa Casamance in Senegal e sui Pigmei Mbaka nella foresta sud orientale del Camerun.
Successivamente ha sviluppato i temi dell'antropologia applicata e delle tecniche di ricerca rapida sul terreno. È stato direttore del Corso di Perfezionamento in Antropologia Culturale e Sociale dell'Università di Padova. Tra il 1975 e il 1980 ha insegnato antropologia nelle Università di Dakar (Senegal) e di Yaoundé (Camerun). Ha insegnato Antropologia nelle Università di Padova, Modena e Chieti. È direttore del LARA (Lab. di Ricerche Antropologiche per l'Analisi del Territorio) del Dpt. di Sociologia e Comunicazione dell'Università di Roma La Sapienza. È Direttore della collana di Antropologia della Casa Editrice CLEUP.

## Opere
Tra le sue opere si possono ricordare: 
- Tradition et Changement à Niamey (1974)
- L'economia della Savana (a cura di) (1975)
- La civiltà tra i primitivi (1980)
- Uomini e società del Sahel (1985)
- Ritorno al Villaggio (1990)
- Etiopia, L'ultimo socialismo africano (1995)
- Introduzione all'antropologia culturale (2000)
- I rapporti interculturali in Italia oggi (a cura di) (2005)
- AIDS and Land Tenure in Africa (2006)
- Lezioni di antropologia dello sviluppo (2011)